# Andrivka (Kramatorsk)
Andrivka (en ucraniano: Андріївка; en ruso: Андреевка, romanizado: Andréevka) es un pueblo ucraniano perteneciente al óblast de Donetsk. Situado en el este del país, hasta 2020 era parte del raión de Slóviansk pero después de esta fecha, se convirtió en parte del raión de Kramatorsk y centro del municipio (hromada) homónimo.

## Geografía
Andrivka está situado a 28 km de Kramatorsk. 

## Historia
El pueblo fue fundado alrededor de 1850.

## Demografía
La evolución de la población de Andrivka entre 2001 y 2017 fue la siguiente:
| 1044                                                          | 851 |
| (Fuente: Cities & Towns of Ukraine y UKRAINE: Größere Städte) |     |

Según el censo de 2001, la lengua materna de la mayoría de los habitantes, el 89,18%, es el ucraniano; y del 10,63% es el ruso.

## Infraestructura

### Transporte
Por Andrivka pasa la carretera Kramatorsk-Dobropilia. 